# Fabien Launay
Pour les articles homonymes, voir Launay.
Victorien Fabien Vieillard, dit Fabien Launay né le 23 mars 1877 à Neuilly-sur-Seine et mort le 7 février 1904  à Arcachon, est un artiste peintre, dessinateur, graveur et caricaturiste français.

## Biographie
Fabien Vieillard entre en 1888 au Lycée Condorcet, il y rencontre les deux Maurice, Cremnitz (dit Maurice Chevrier) qu'il s'amuse à portraiturer, Tournier[Lequel ?], futur cinéaste, et Francis Jourdain qui évoque, dans ses souvenirs « sa figure de petit paysan méfiant et moqueur » et qui note qu'en classe de seconde Fabien ne se contentait plus de couvrir ses cahiers d'étonnantes caricatures mais faisait de la peinture et signait Launay ses premières eaux-fortes.

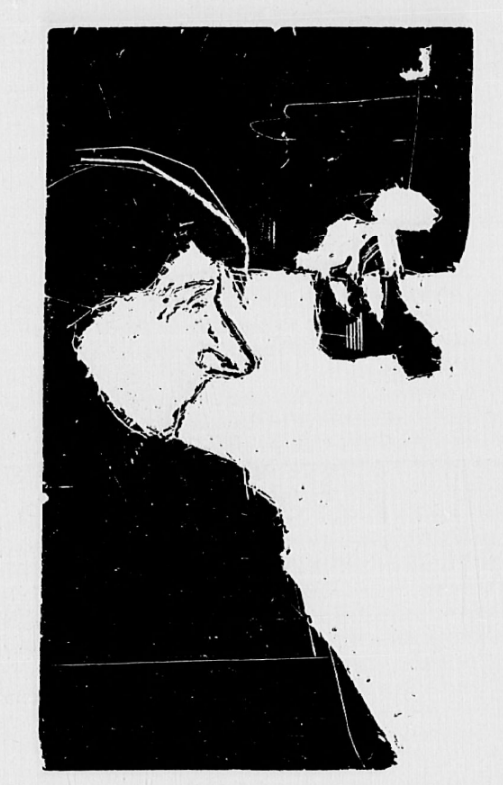
Portrait de Maurice Cremnitz, bois, mars 1893.

En juin 1893, il rédige un compte-rendu du salon de la Rose-Croix dans la revue L'Art littéraire fondée par Louis Lormel, Cremnitz et ses amis, et donne deux gravures sur bois.
Fabien Launay, comme son ami Francis Jourdain, a très probablement suivi l'enseignement de l'Académie Humbert et Gervex, boulevard de Clichy, et c'est dans ce quartier qu'il fait la connaissance de Georges Bottini avec lequel il partage un atelier, 19 rue des Moines. Les deux amis font la connaissance de l'écrivain et journaliste Gaston de Pawlowski et très vite les trois jeunes gens ne se quittent plus. « Nous étions trois amis intimes qui avions vingt ans aux alentours de 1897, Bottini, Launay et moi », écrit Gaston de Pawlowski.
Disparu prématurément à l'âge de 26 ans du fait, selon entre autres le témoignage de Rachilde, d'une forte propension à l'alcoolisme, l'artiste Fabien Launay a laissé de nombreux souvenirs parmi les artistes et écrivains qu'il fréquentait.
Le poète Léon-Paul Fargue avoue avoir présenté son ami Alfred Jarry à la rentrée 1893 à Launay au cours d'une visite à la galerie Le Barc de Boutteville située rue Le Peletier : il s'agit sans doute de cette visite dont parle Fargue dans la revue L'Art littéraire parue en décembre de cette année. 
En 1900, selon le peintre Pierre Girieud, Launay fait partie d'une nouvelle bande d'artistes qui se réunissent au café de la Place Blanche, à savoir Jacques Villon, Edmond Lempereur, Clavet, Piet, les deux frères Kunc, des musiciens, et où passent Toulouse-Lautrec, Félicien Champsaur ou Hugues Rebell. Girieud, qui le décrit « long, mince et glabre », juge son ami Launay « vieux parisien, subtil et primesautier, très précoce (...), un guide très sûr et très averti ». 
Toujours selon Girieud, Launay et lui auraient fait partie des artistes refusés par la Société nationale des beaux-arts en 1901, et auraient alors milité en faveur de l'émergence d'un nouveau Salon des refusés, plus ouvert à un art moins académique, préfiguration du Salon d'automne. En attendant ils exposent au Salon des indépendants en 1902 et 1903. Le travail de Launay fut acheté de son vivant, entre autres par Olivier Sainsère et la galeriste Berthe Weill.
Cette même année 1901, il expose en juin avec un collectif d'artistes regroupés au sein du Collège d’esthétique moderne dans un atelier rue de La Rochefoucauld.
En août 1903, Gaston de Pawlowski et Launay composent un album entier pour L'Assiette au beurre démontant l'appareil de la justice par des dessins d'assise accablants et d'une grande puissance satirique.

## Œuvre

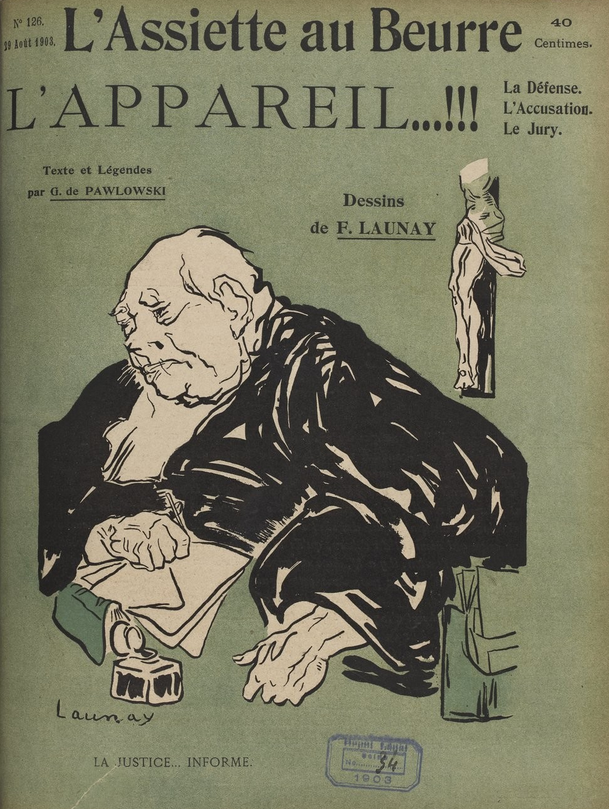
Dessin de couverture de L'Assiette au beurre : « La Justice ... informe » (août 1903).

### Estampes
- Deux gravures sur bois, L'Art littéraire, mars et juin 1893.
- « Tancrède par Tancrède » de Léon-Paul Fargue, gravure d'un dessin[11], in revue Pan, octobre 1895.
- Caricature de Saint-Georges de Bouhélier pour le n°439 des Hommes d'aujourd'hui, vers 1896.
- 14 lithographies pour L'Assiette au beurre n° 126 spécial « L'Appareil !!!... », Schwarz, 29 août 1903.
- Dessin paru dans Le Rire, 21 mai 1904.
- « Promenade au bois », xylographie

### Tableaux répertoriés
- Le tournesol, huile sur toile, 81,5 x 45,5 cm, 1902, musée national d'art moderne
- Jeune femme à l'ombrelle, huile sur toile, 65 x 39 cm
- Le Repos du modèle, huile sur toile, 36 x 48 cm
- Nu à sa toilette, huile sur toile, 65 x 48 cm
- Portrait de femme au chapeau, huile marouflée, 80 x 54 cm
- Bord de mer au pin parasol, huile réentoilée, 38 x 55 cm
- Autoportrait, huile sur toile, University of Kentucky,  Kentucky Art Museum